# Хоан Карбонеро
Хоан Карбонеро (ісп. Johan Carbonero, нар. 20 липня 1999, Сантандер-де-Кілічао) — колумбійський футболіст, нападник клубу «Онсе Кальдас».

## Клубна кар'єра
Народився 20 липня 1999 року в місті Сантандер-де-Куїлікао. Вихованець футбольної школи клубу «Онсе Кальдас». Дорослу футбольну кар'єру розпочав 2018 року в основній команді того ж клубу, кольори якої захищає й донині.

## Виступи за збірну
2019 року залучався до складу молодіжної збірної Колумбії до 20 років. У її складі брав участь у молодіжному чемпіонаті Південної Америки і допоміг своїй збірній посісти четверте місце. Цей результат дозволив команді кваліфікуватись на молодіжний чемпіонат світу 2019 року, куди поїхав і Карбонеро.

## Статистика виступів

### Статистика клубних виступів
| Сезон             | Команда           | Чемпіонат         | Чемпіонат | Чемпіонат | Національний кубок | Національний кубок | Національний кубок | Континентальні кубки | Континентальні кубки | Континентальні кубки | Інші змагання | Інші змагання | Інші змагання | Усього | Усього | Усього |
| Сезон             | Команда           | Ліга              | Ігор      | Голів     | Ліга               | Ігор               | Голів              | Ліга                 | Ігор                 | Голів                | Ліга          | Ігор          | Голів         | Ігор   | Голів  |        |
| ----------------- | ----------------- | ----------------- | --------- | --------- | ------------------ | ------------------ | ------------------ | -------------------- | -------------------- | -------------------- | ------------- | ------------- | ------------- | ------ | ------ | ------ |
| 2018              | «Онсе Кальдас»    | A                 | 26        | 0         | КК                 | 7                  | 1                  |                      | -                    | -                    |               | -             | -             | 33     | 1      |        |
| Усього за кар'єру | Усього за кар'єру | Усього за кар'єру | 26        | 0         |                    | 7                  | 1                  |                      | -                    | -                    |               | -             | -             | 33     | 1      |        |